# Nitrat
Nitrati (prema novolatinskome; nitrogenium: dušik, od latinske riječi; nitrum + salitra), soli (esteri) dušične kiseline. Opća je formula nitrata u obliku soli: MINO3 ili MII(NO3)2, u kojima su MI i MII jednovalentne, ondosno dvovalentne skupine ili atomi, najčešće natrija, kalija, amonija i kalcija. Opća je formula organskih nitrata u obliku estera R-ONO2, u kojoj je R alkilna skupina. Sastoji od jednog dušikovog i tri kisikova atoma. Nitratni ion je višeatomski ion molekulske formule NO3- i molekulske mase 62,0049. To je konjugirana baza dušične kiseline, a sastoji se od jednog središnjeg dušikovog atoma okruženog trima jednakim kisikovim atomima u trigonalnom planarnom uređenju.
Nitrate proizvode brojne vrste nitrificirajućih bakterija u prirodnom okolišu koristeći amonijak ili ureu kao izvor dušika, a industrijski se soli pripravljaju reakcijom dušićne kiseline s odgovarajućim bazama, a esteri nitriranjem. Nalazišta su im vezana za ležišta halogenida.
Služe kao:
1. Umjetna gnojiva (npr. kalijev nitrat, amonijev nitrat, magnezijev nitrat i kalcijev nitrat),
2. Eksplozivi, (npr. titintrotoluen, nitroglicerol)
3. Kemikalije i dr.[1]

## Kemijska svojstva
Tipična su im svojstva higroskopnost i topljivost, zbog čega mogu nastati jedino u suhim i vrućim područjima. Nastaju hidatogeno i organogeno, najčešće cvjetanjem tla u obliku prevlaka i kora.

## Najčešći minerali
- Nitronatrit (čilska salitra)
- Nitrokalit (kalijeva salitra)